# 京沪高速铁路
35°31′45″N 118°48′16″E / 35.5291374°N 118.8044977°E
京沪高速铁路，简称京沪高铁，又称京沪客运专线，是中国一条连接北京市与上海市的高速铁路。线路由北京南站至上海虹桥站，中途连接天津、济南、徐州、蚌埠、南京、苏州等人口众多的大城市，全长1318公里，正线总计里程1302公里，共设24个车站，设计最高速度为380km/h，现期最高运营时速350km/h，往返北京与上海最快为4小时18分钟。除本线列车外，另有众多跨线列车使用京沪高铁的部分路段。京沪高速铁路于2008年4月18日由时任国务院总理温家宝宣布正式开工。2010年11月15日时任铁道部部长刘志军在蚌埠南站扭紧象征完工的螺栓并宣布线路合龙。全线于2011年6月30日开启运营，温家宝在北京南站主持通车典礼。
京沪高速铁路作为京沪快速客运通道，是中国“八纵八横”高速铁路主通道的其中“一纵”，也是中国《中长期铁路网规划》中投资规模最大、技术水平最高的一项工程。其总投资达2209.4亿元人民币，是自中华人民共和国成立以来资金一次性投放最大的工程。
2017年，京沪高速铁路营业收入295.95亿元，盈利127.16亿元，京沪高铁自2015年首次实现盈利，持续至今，也是中国少数可实现盈利的高铁。
2016年7月，京沪高速铁路东线工程被纳入中国《中长期铁路网规划（2016-2030年）》，规划建设北京—天津—东营—潍坊—临沂—淮安—扬州—上海的第二条京沪高速铁路。京沪高铁东线工程比现有的京沪高铁更加靠近中国东岸沿海，途径大部分现有京沪高铁覆盖不到的城市，有利于缓解现有京沪高铁的压力，进一步完善中国的高速铁路网络。

## 历史

### 背景

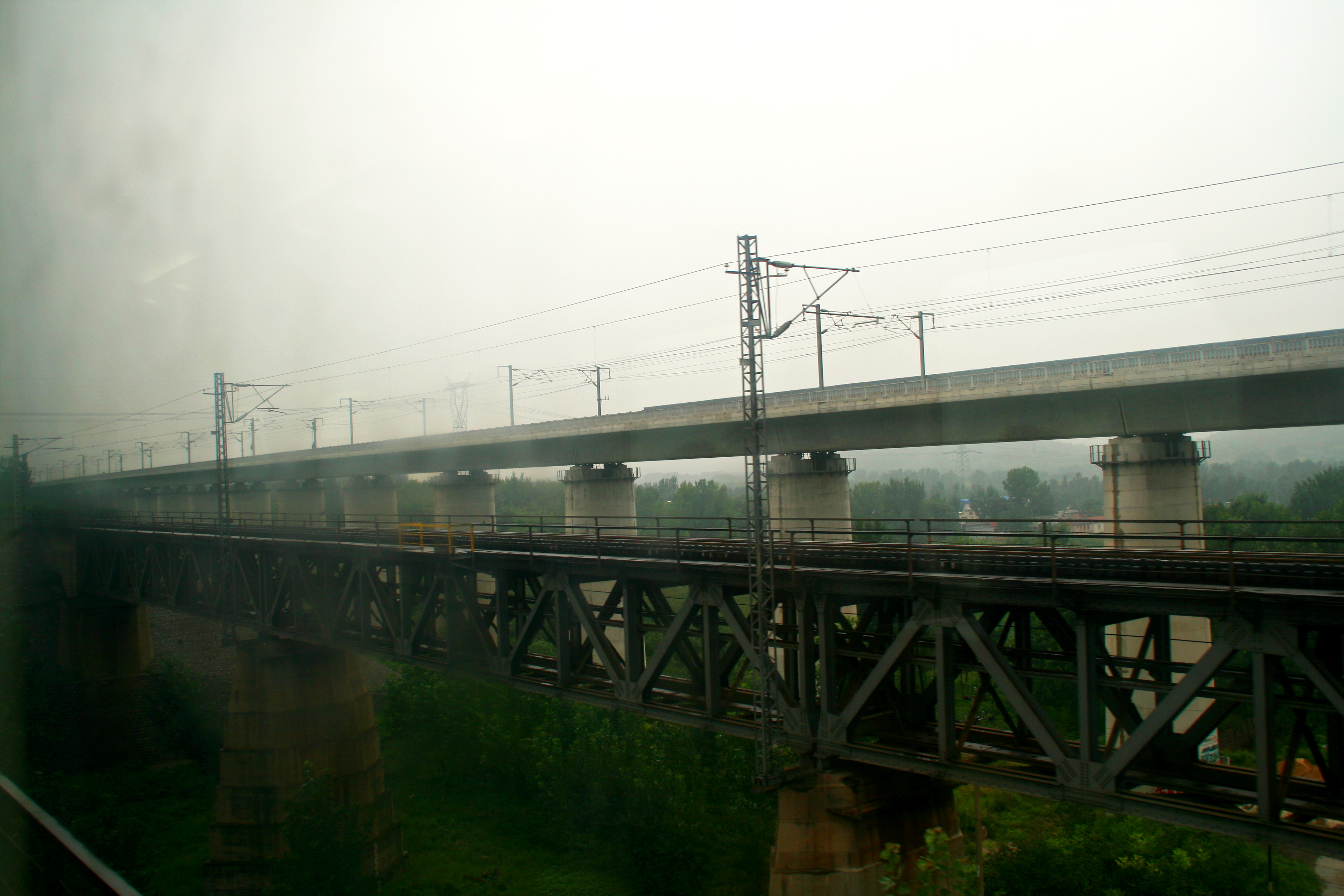
京沪高速铁路（上方高架桥上的复线铁路）在部分路段与京沪铁路（下方桥梁上的复线铁路，图中仅显示了上行线）平行。

北京市和上海市分别是中华人民共和国的首都和最大城市，而京沪高速铁路位于中国华北和华东地区，两端连接环渤海和长三角经济圈两个经济区域，全线纵贯北京、天津、上海三大直辖市和河北、山东、安徽、江苏四省。 所经区域面积占国土面积的6.5%，人口占全国的26.7%，人口100万以上城市11个，国内生产总值占全国的43.3%，是中国经济发展最活跃和最具潜力的地区，也是中国客货运输最繁忙、增长潜力巨大的交通走廊。进入21世纪后，既有京沪綫的利用率已处於超饱和状态，73%的区段运力利用率达到90%，26%的区段运力利用率更达到100%。到了2007年，随着中国经济的急速发展，铁路运输情况变得更为严峻。既有京沪线平均客运密度上升至每公里4782万人、货运密度达到每公里6277万吨，分别为全国铁路平均密度的5.2倍和2.1倍，已处于极度饱和状态。运输压力前所未有，新建一条铁路迫在眉睫。但对于这条高速铁路的必要性、经济性，以及选择哪种技术建设（「高速轮轨」和「磁悬浮」之争），选用哪个国家的技术，一直是饱受争议的话题。

### 早期规划

#### 急建与缓建之争
京沪高速铁路的建议及规划实际上始于1990年代初，当时的京沪铁路已开始出现近饱和状态。1990年12月，中国铁道部完成《京沪高速铁路綫路方案构想报告》，并提交七届全国人大三次会议讨论。1993年4月，铁道部和当时的国家科委、国家计委、国家经济贸易委员会和国家经济体制改革委员会（简称“四委一部”）联合成立了“京沪高速铁路前期研究课题组”。1994年12月，国务院批准开展京沪高速铁路预可行性研究。当时争论的焦点是高速铁路的必要性和经济性问题，支持一方认为此铁路的兴建有利配合未来的经济发展，而且技术上和国力都能够负担。反对一方认为，以国外的实例参考，新建高速铁路大部分都是亏损多、盈利少，目前的运能紧张可用提速、扩能等方式解决。“四委一部”一直大力支持及早建设京沪高速铁路，但遇到的阻力除了来自专家外还有国务院。1996年3月，由国务院总理李鹏发表、全国人大批准的《国民经济和社会发展“九五”计划和2010年远景目标纲要》中，明确表示，“下个世纪前10年，集中力量建设一批对国民经济和社会发展具有全局性、关键性作用的工程。……着手建京沪高速铁路，形成大客运量的现代化运输通道。”京沪高速铁路的动工计划正式被推迟到21世纪。1995年4月5日李鹏在“建设全国统一的综合交通运输网络体系” 的报告中再次指出，京沪高速铁路在“九五”期间只能作前期准备工作。

#### 轮轨与磁悬浮之争
而「高速轮轨」和「磁悬浮」技术之争则始于1998年。1998年6月2日，在中国科学院和中国工程院两院院士大会上，时任国务院总理朱镕基向在座的一千多位院士提出“京沪高速铁路是否可以采用磁悬浮技术？”的问题。此后时任科技部副部长徐冠华和部分专家开始支持磁悬浮技术，而铁道部则坚持京沪高速铁路应采用高速轮轨技术，认为磁悬浮的技术和投资风险都很高，而且与既有轮轨铁路网不能兼容。两方都相继着手进行两种技术的前期研究。至2002年，两方均完成前期研究并建成“工程样本”性质的试验路段。支持轮轨技术的铁道部建成了设计时速为200~250公里的秦沈客运专线，并研制了DJJ2型“中华之星”和先锋号高速动车组。而支持磁悬浮一方也建成了上海磁浮示范运营线。
经过多年论证，2006年1月7日，在由国务院总理温家宝主持的国务院常务会议上，通过了《中长期铁路网规划》，同时批准了京沪高速铁路采用轮轨技术的方案，并选用德国、日本、法国其中一国的高速铁路技术。全线将按最高时速350公里、初期运行时速300公里设计，一次建成高速铁路线路1318公里，总投资2209.4亿元人民币，其中包括北京南站、南京大胜关长江大桥及北京动车段的投资额和动车组购置费。磁悬浮技术落败的主要原因有三点：其一是造价及运营成本过高，一列进口轮轨高速列车价格约2亿元人民币，而磁悬浮列车一列售价达9亿；其二是轮轨高速铁路的技术国产化程度比磁悬浮高得多，中国至今仍无法完全掌握磁悬浮列车的技术，而德国也拒绝技术转让；第三是与现有铁路网兼容问题。

### 建设
2007年12月27日，京沪高速铁路股份有限公司在北京成立，此股份公司是由中国铁路建设投资公司、平安资产管理有限责任公司、全国社会保障基金理事会、上海申铁投资有限公司等共11所公司共同设立，注册资本金1150亿元，当中铁道部出资56.267%，地方政府出资21.124%，平安资产管理公司为13.913%，社保基金为8.696%。
在高铁设计建造方案中工务工程、牵引供电、通信信号、动车组、运营调度、客运服务等「六大系统」将全由中方力量自主完成；部分核心设备将严格按照开放的国际标準，但仍由国内企业生产製造。
京沪高速铁路土建工程施工共分六个标段（以TJ作为标段名称），这六个标段中，中国铁道建筑总公司旗下的中铁十七局、中铁十二局分别中标TJ-1与TJ-4；中国中铁股份有限公司旗下的中铁一局、中铁三局分别中标TJ-2与TJ-5；中国水利水电建设集团中标TJ-3；中国交通建设股份有限公司中标TJ-6。六个标段施工总报价合计约为837亿人民币。
沿线以平原为主，局部为低山丘陵区，经过海河、黄河、淮河、长江四大水系。北京—济南属冀鲁平原，地形平坦开阔，地势为两端高、中间低，团泊洼一带为全线最低处；济南—徐州属鲁中南低山丘陵及丘间平原，地形起伏较大，泰安段为全线海拔最高的区段；徐州—上海线路主要通过黄淮、长江三角洲平原区，局部（蚌埠—丹阳）通过阶地垄岗、低山丘陵。沿线的工程地质条件主要是软土、松软土分布广泛，尤其是武清—沧州松软土、丹阳—上海软土，埋深变化大，软土层厚、强度低，工程性质差。
2008年4月18日，京沪高速铁路开工典礼在北京举行，国务院总理温家宝出席。根据当时的宣布，京沪高铁的总工期为5年。
2010年7月19日，京沪高铁开始铺轨，标志着京沪高铁正式由线下工程施工进入轨道工程施工阶段。2010年11月15日铺轨完成。
2010年11月15日上午9时许，京沪高速铁路在蚌埠南站举行全线铺通仪式，时任铁道部部长的刘志军拧紧最后一颗螺栓，标志着京沪高速铁路全线铺设完成。
2010年12月3日，京沪高铁新一代高速动车组“和谐号”CRH380AL在京沪高铁枣庄至蚌埠段综合试验跑出486.1公里时速，打破该车此前保持的416.6公里的世界铁路最高运营速度纪录。
2011年1月9日，京沪高铁新一代高速动车组“和谐号”CRH380BL（12节实验编组）在京沪高铁徐州至蚌埠段综合试验跑出487.3公里时速。
2011年2月4日，京沪高铁电气化接触网全线建成。
2011年5月11日，京沪高铁开始进行空载试运行，全程用时4小时48分。
2011年6月30日，京沪高铁正式开通运营。

### 首发列车
2011年6月23日，铁道部宣布京沪高速铁路于6月30日15时开通运营，7月1日起正式按运营图运营。
6月30日15时，北京南站和上海虹桥站对发G1/2次，两车均停靠天津南、济南西、南京南，G1次额外停靠廊坊、蚌埠南站，两车分别于20:09和20:02到达上海虹桥和北京南站，其中G1次列车因需要举行首发仪式，提前至13：50分检票进站，14：20停止检票，6月30日发车的G1次（车组号为CRH380B-6216L）与G2次（车组号为CRH380A-6050L）为特殊车次，其停站及到发时间与7月1日后正式运营的G1/2次均不同。此外，该日还将按运营图开行部分列车。
时任中华人民共和国国务院总理温家宝出席了京沪高速铁路开通运营仪式，并乘坐首发列车G1次考察运营情况。而当天的G1次列车则由北京铁路局机务段动车组司机李东晓驾驶。

## 线路概况
京沪高速铁路与既有京沪铁路大体平行，全长1318公里，正线实际里程1302公里，较既有京沪线缩短约140km；正线铺设无砟轨道1268公里。设计最高运行时速380公里，持续运营时速350公里，列车最小追踪间隔按3分钟设计。北京南—上海虹桥全程运行时间，依車次從4小时18分钟至6小时徐不等，年双向客运输送能力达到1.6亿人次。
线路自北京南站西端引出，沿既有京沪铁路，经天津新设天津南站并与天津西站间修建联络线连接；向南沿京沪高速公路，在京沪高速公路黄河桥下游3公里处跨黄河，在济南市西侧新设济南西客站；向南沿京福高速公路东侧南行，在徐州市东部新设徐州东站；于蚌埠新淮河铁路桥下游1.2km处跨淮河设蚌埠南站，过滁河，在现有南京长江大桥上游20公里的南京大胜关长江大桥处越江进入新设的南京南站，终到上海虹桥站。天津、济南、徐州、蚌埠、南京、上海等枢纽地区通过修建联络线引入既有站。
全线桥梁长度约1140km，占正线长度86.5%；全线隧道22个，总长度约16km，占正线长度1.2%；路基长度162km，占正线长度12.3%；正线铺设无碴轨道约1268公里，占线路长度的96.2%；正线有碴轨道约50公里，占线路长度的3.8%。全线用地总计5000公顷（不包括北京南站、北京动车段、大胜关桥及相关工程），使用的无碴轨道以CRTS-II型轨道板（博格板）为主。

## 线路运营

### 票价及运营方案

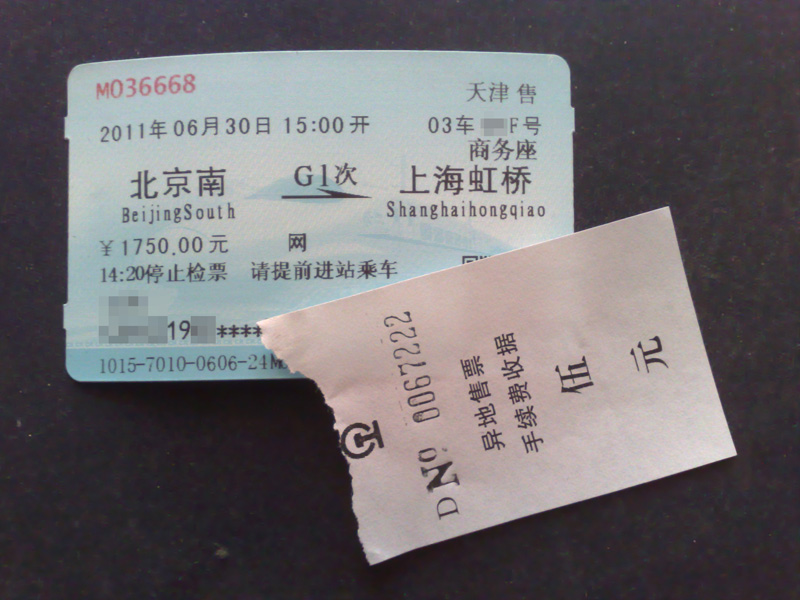
2011-06-30 15:00从北京南站至上海虹桥站的京沪高铁首发火车票

2011年6月13日，铁道部召开新闻发布会，公布京沪高速铁路的票价和运营方案，京沪高铁开行初期，每天安排开行动车组列车90对，实行时速300和250公里(车次D315/6,D317/8,D319/20)两种速度等级混跑的列车开行模式，除北京南站-上海虹桥站全程列车外，沿线省会车站均有始发列车，此外还有北京南～福州(D365/6)、上海虹桥～青岛(G2XX)、天津西～杭州、郑州～济南(D257/8)等跨线列车开行。
全程票价及运行时间：
| 列车速度等级     | 二等座 | 一等座 | 商务座 | 全程最快运行时间 |
| ---------------- | ------ | ------ | ------ | ---------------- |
| G（350公里时速） | 553元  | 933元  | 1748元 | 4小时18分钟      |

- 仅部分使用CRH380型的动车组适用；2014年12月14日之后不再有经由京沪高铁全线的普通动车组列车运行。

2011年6月14日，铁道部网站刊登出京沪高铁逐站票价。
2020年12月23日，京沪高铁推出浮动票价机制，北京南-上海虹桥二等座最低执行票价498元，最高执行票价598元。
同年12月24日，京沪高铁试点推出“静音车厢”和铁路计次票、定期票产品。
自2011年6月24日9点起，京沪高速铁路开始网络售票。乘客可通过中国铁路客服中心购买电子车票，使用第二代身份证的旅客可以直接在进出站闸机上刷二代身份证检票，无需换取其他凭证，如需报销或使用第二代身份证以外的证件购买的车票可凭相关证件去车站窗口换取纸质车票。

### 客流量
截至2012年6月29日，京沪高铁开通运营的第一年，共发送旅客5259.5万人次，客座率逐渐上升。由于铁道部的保守政策，导致运能无法提升，京沪高速列车的车票亦日趋紧张。2011年6月30日至2012年6月30日累计运送旅客5334.3万人次，2012年7月1日至2013年6月30日累计运送旅客7440.2万人次，同期累计增长39.5%。到2014年6月30日，京沪高速铁路开通运营已满三周年。三年来，京沪高铁全线发送旅客已突破2.2亿人次，日均客运量不断攀升。2011年6月30日至12月31日，京沪高铁全线日均发送13.2万人次；2012年全线日均17.8万人次；2013年日均23万人次；2014年上半年，全线日均27.2万人次。2014年全线运送旅客10588.2万人次，日均29.0万人次，同比增长26.1%； 2014年12月7日，京沪高铁当年的旅客运输量突破1亿人次，跨过盈亏平衡点。2015年截止到6月底，全线运送旅客5635.0万人次，日均31.2万人次，同比增长7.5%。截止到2017年6月30日，京沪高铁已累计开行列车58.3879万列，年均增长18.6％；累计运送旅客突破6.3亿人次，年均增长21.2％；2017年5月1日更创造了运送旅客66.6万人次的单日最高纪录。 2017年，京沪高铁运送旅客数量达到1.8亿人次，日均客流量达到50万，是2011年开通时的4倍之多。 2019年，京沪高铁运送旅客数量达到2.15亿人次，同比增长10.1%。

## 沿途车站
京沪高速铁路全线共设24个车站，设北京、上海2个动车段，济南西、南京南、虹桥3处动车运用所，20个固定设施保养点；中间站最少设两条正线，两条到发线。
北京南站、天津西站、济南西站、徐州东站、南京南站、上海虹桥站是这24个车站中的6大始发站。截至2011年，南京南站建成时是亚洲最大的火车站，主站房建筑面积达40万平方米。天津西站建筑面积约20万平方米，建成后成为天津最大的现代化综合交通枢纽。济南西站建筑面积10万平方米。徐州东站建筑面积近6万平方米。上海虹桥站是上海最大的火车站，车站总建筑面积约23万平方米。北京南站的总建筑面积为30.94万平方米。六大始发站之间根据需要开行点到点列车。这六个车站都是集高速铁路、城际铁路、普速铁路、城市轨道交通、路面公共交通等交通系统为一体的大型立体交通枢纽。
| 京沪高速铁路 |          |               |            |                           | | |          |          |
| 所在地区     | 所在地区 | 所在地区      | 车站       | 北京南站起计里程 （公里） | 连接铁路 | 城市轨道交通转乘路线 | 规模     | 备注     |
| 北京市       | 北京市   | 丰台区 东城区 | 北京南站   | 0                         | 京津城际铁路 京沪铁路 | 北京地铁4号线 北京地铁14号线 | 13台24线 |          |
| 河北省       | 廊坊市   | 安次区        | 廊坊站     | 59                        | 京津联络线往天津西站 | | 2台4线   |          |
| 天津市       | 天津市   | 西青区        | 天津南站   | 131                       | 津沪联络线往天津西站 环渤海城际铁路（规划中）                                                                            | 天津地铁3号线 | 2台6线   | 桥式车站 |
| 河北省       | 沧州市   | 沧县          | 沧州西站   | 219                       | 石衡沧港城际铁路（建设中） 津沧城际铁路（规划中）                                                                        | | 2台6线   |          |
| 山东省       | 德州市   | 德城区        | 德州东站   | 327                       | 石济客运专线 德商高速铁路（规划中）                                                                                      | | 3台7线   |          |
| 山东省       | 济南市   | 槐荫区        | 济南西站   | 419                       | 济郑高速铁路 石济客运专线（济南西联络线） 胶济客运专线（京济联络线） 济青高速铁路（济南东联络线） 济南东联络线往济南东站 | 济南轨道交通1号线 济南轨道交通6号线（建设中） 济南轨道交通4号线（建设中）                                                                     | 8台17线  |          |
| 山东省       | 泰安市   | 岱岳区        | 泰安站     | 462                       | | | 2台6线   |          |
| 山东省       | 济宁市   | 曲阜市        | 曲阜东站   | 533                       | 日兰高速铁路（联络线） 济枣高速铁路（规划中）                                                                            | | 2台6线   |          |
| 山东省       | 枣庄市   | 滕州市        | 滕州东站   | 589                       | 济枣高速铁路（规划中）                                                                                                   | | 2台4线   |          |
| 山东省       | 枣庄市   | 薛城区        | 枣庄站     | 625                       | | | 2台6线   |          |
| 江苏省       | 徐州市   | 贾汪区        | 徐州东站   | 688                       | 徐兰客运专线 徐盐客运专线 连徐客运专线                                                                                   | 徐州地铁1号线 徐州地铁6号线（建设中） | 13台28线 |          |
| 安徽省       | 宿州市   | 埇桥区        | 宿州东站   | 767                       | | | 2台6线   |          |
| 安徽省       | 蚌埠市   | 龙子湖区      | 蚌埠南站   | 844                       | 合蚌客运专线 京沪铁路 淮宿蚌城际铁路（建设中）                                                                           | 蚌埠轨道交通1号线（规划中） 蚌埠轨道交通6号线（规划中）                                                                                       | 7台14线  |          |
| 安徽省       | 滁州市   | 定远县        | 定远站     | 897                       | | | 2台4线   |          |
| 安徽省       | 滁州市   | 南谯区        | 滁州站     | 959                       | 北沿江高速铁路（建设中）                                                                                                 | 滁宁城际铁路 | 2台6线   |          |
| 江苏省       | 南京市   | 雨花台区      | 南京南站   | 1018                      | 合宁铁路 仙宁铁路连接沪宁城际铁路 宁杭客运专线 宁安客运专线 沪宁沿江高速铁路                                             | 南京地铁1号线 南京地铁3号线 南京地铁S1号线 南京地铁S3号线 南京地铁6号线（建设中）                                                             | 15台28线 |          |
| 江苏省       | 镇江市   | 丹徒区        | 镇江南站   | 1087                      | | | 2台6线   | 桥式车站 |
| 江苏省       | 镇江市   | 丹阳市        | 丹阳北站   | 1112                      | | | 2台4线   |          |
| 江苏省       | 常州市   | 新北区        | 常州北站   | 1144                      | | 常州地铁1号线 | 2台6线   | 桥式车站 |
| 江苏省       | 无锡市   | 锡山区        | 无锡东站   | 1201                      | | 无锡地铁2号线 | 2台6线   | 桥式车站 |
| 江苏省       | 苏州市   | 相城区        | 苏州北站   | 1227                      | 通苏嘉甬铁路（建设中）                                                                                                   | 苏州轨道交通2号线 苏州轨道交通7号线（建设中） 苏州轨道交通10号线（建设中）                                                                    | 2台6线   | 桥式车站 |
| 江苏省       | 苏州市   | 昆山市        | 昆山南站   | 1259                      | 沪宁城际铁路往上海站 | | 4台12线  | 桥式车站 |
| 上海市       | 上海市   | 闵行区        | 上海虹桥站 | 1302                      | 沪宁城际铁路 沪昆高速铁路 沪苏湖高速铁路                                                                                 | 上海轨道交通2号线 上海轨道交通10号线 上海轨道交通17号线、上海轨道交通机场联络线、上海轨道交通嘉闵线（建设中）、上海轨道交通示范区线（建设中） | 16台30线 |          |

## 列车

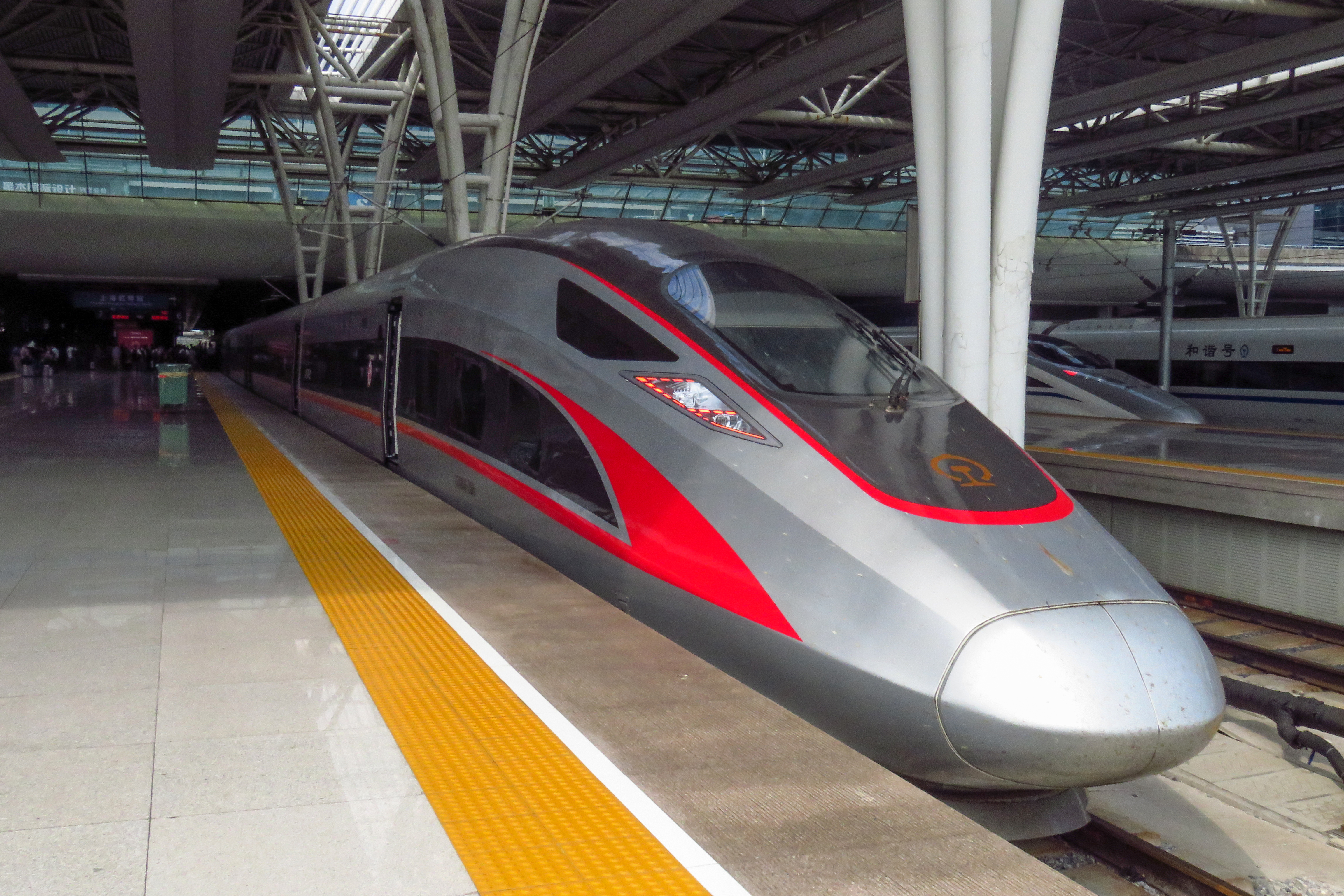
CR400AF担当的G1次列车停靠在上海虹桥站

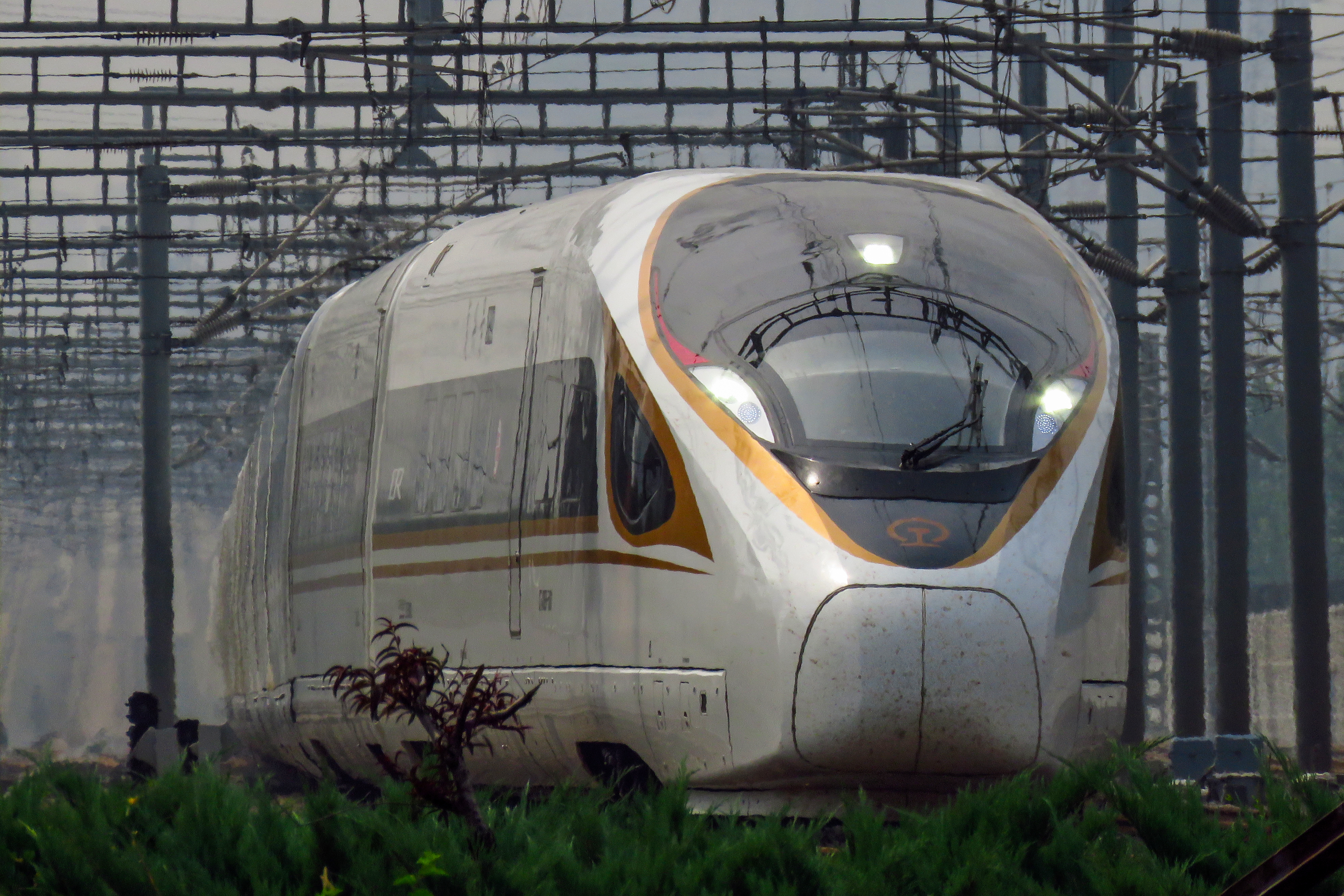
CR400BF担当的G2次列车即將抵达北京南站

2005年9月中国铁道部通过招标，组织国内企业（主要是南车集团、北车集团）与海外高铁巨头（主要是日本川崎重工、法国阿尔斯通、德国西门子、加拿大庞巴迪等公司）合作研发时速200公里的动车组。
2008年2月，中国科技部与中国铁道部共同启动《中国高速列车自主创新联合行动计划》，提出研制拥有自主知识产权时速350公里及以上等级的高速列车。
经过三年的合作，中国企业在消化吸收相关技术的基础上，独立将与德法日合研动车组的时速从200公里提高到300至350公里。于是京沪高速铁路即将建设之际，南方机车、北方机车已经成功消化吸收外国技术，并及时将时速300至350公里的列车下綫，经过六次提速实验（特别是在尚在建造中的武广客运专线的高速铁道实验），中国的时速300至350公里高速铁道技术方案已经形成，从而将外资高铁巨头阻挡在高达1000亿的设备採购项目之外，原本夺得招标合同呼声最高的三家技术——法国TGV、德国ICE及日本新干线最后悉数出局。中国铁道部副部长卢春房表示京沪高铁的装备将全部由国内企业制造，而且京沪高铁的注册资金将不予外资参入，设备采购亦将全面回避外资企业。
2009年3月16日，北京铁路局与唐山轨道客车有限责任公司和中国北车长春轨道客车股份有限公司签署协议，采购了100列新一代高速动车组，总额达392亿元人民币。每列动车组由1节商务座车厢、3节一等座车厢和11节二等座车厢及1节餐车-二等座车合造车厢组成，总定员1026人。列车最小发车间隔3分钟，新型动车组的试验时速将超400公里。
2020年12月24日，京沪高速铁路推出静音车厢。
2021年7月1日，随着复兴号智能动车组扩大营运范围，CR400AF-C型京雄城际智能动车组及CR400BF-C型京张高铁智能动车组于京沪高铁投入运营。

## 股东信息
2007年12月27日，作为项目业主的京沪高速铁路股份有限公司在北京创立。建设资金大约为2290亿元，其中公司注册资本(权益性资金)定为1150亿元，其余为银行贷款。
截止2018年4月，京沪高速铁路股份有限公司的股东及持股比例如下：
| 股东                                 | 认缴出资         | 出资比例 |
| ------------------------------------ | ---------------- | -------- |
| 中国铁路建设投资公司                 | 6,036,663.38万元 | 46.21%   |
| 平安资产管理有限责任公司             | 1,600,000.00万元 | 12.25%   |
| 全国社会保障基金理事会               | 1,000,000.00万元 | 7.66%    |
| 上海申铁投资有限公司                 | 733,345.89万元   | 5.61%    |
| 江苏交通控股有限公司                 | 680,127.00万元   | 5.21%    |
| 南京铁路建设投资有限责任公司         | 653,227.06万元   | 5.00%    |
| 山东铁路建设投资有限公司             | 605,131.39万元   | 4.63%    |
| 天津铁路建设投资控股（集团）有限公司 | 588,795.36万元   | 4.51%    |
| 中银集团投资有限公司                 | 521,739.13万元   | 3.99%    |
| 北京市基础设施投资有限公司           | 283,049.24万元   | 2.17%    |
| 安徽省投资集团有限责任公司           | 183,642.05万元   | 1.41%    |
| 河北建投交通投资有限责任公司         | 176,675.62万元   | 1.35%    |

2019年10月25日京沪高铁在中国证监会官首次披露招股说明书，计划发行不超过75.562214亿股，占发行后总股数的比例不超过15%，所集资的资金在扣除发行费用后拟全部用于收购京福铁路客运专线安徽有限责任公司，分別以407亿向中国铁路上海局集团有限公司收购54.08%、和以92亿向中国铁路发展基金收购11.84%，合共斥资收购500亿元收购京福铁路客运专线安徽有限责任公司65.0759%的股权，收购对参与集资金的差额通过自筹资金解決。
京沪高铁自2019年12月25日起公开招股，拟定公开发行新股数量不超过62.856亿股，约占发行后公司总股本的12.80%，发行后总股不超过491.6亿股。

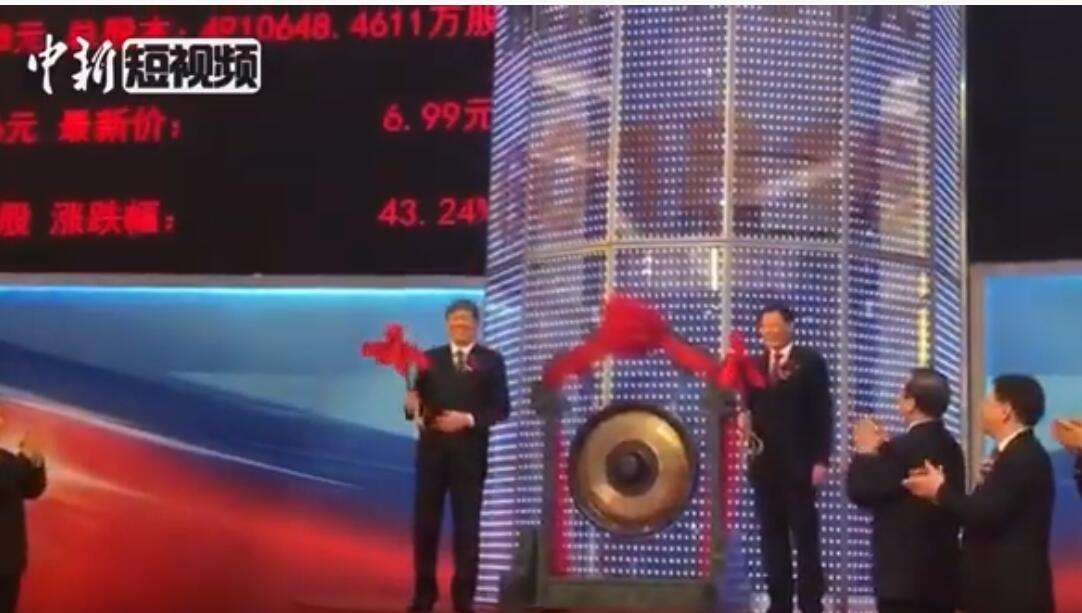
京沪高铁在上海证券交易所上市

2020年1月16日，京沪高速铁路股份有限公司在上海证券交易所主板挂牌上市，证券简称“京沪高铁”（上交所：601816）。

## 奖项
- 2015年国家科技进步奖[42]

## 实现盈利
2014年，京沪高铁实现整体盈利。2014至2017年4年时间内收获利润共计311.7亿元。在全世界高铁大多亏损的大环境下，京沪高铁盈利显得非常突出。 京沪高铁公司于2016年首次实现股利分红，其中持股1.35%的河北建投交通投资有限责任公司2016年分得0.06亿元，2017年分得0.57亿元；持股4.51%的天津铁路建设投资控股（集团）有限公司2016年分得约0.12亿元，2017年分得1.2亿元。 2017年京沪高铁营收295.95亿元，利润超127亿元，净利润近95.22亿元，截至2018年3月末，资产总额达到1784.48亿元，负债总额306.74亿元，资产负债率约17.2%。因为良好营收状况，京沪高铁正准备上市。
截至2019年9月30日，京沪高铁的资产总额达到1870.8亿元，负债总额达到273.46亿元，资产负债比为14.6%。

### 业绩
- 2016年京沪高铁营收262.57亿元人民币，利润总额为90.24亿元，净利润79亿元；
- 2017年京沪高铁营收295.95亿元人民币，利润总额为127.16亿元，净利润90.53亿元；
- 2018年京沪高铁营收311.58亿元人民币，利润总额为136.64亿元，净利润102.47亿元；
- 2019年京沪高铁营收329.42亿元人民币，利润总额为159.17亿元，净利润119.13亿元；
- 2020年京沪高铁营收252.38亿元人民币，利润总额为40.28亿元，净利润33.29亿元；
- 2021年京沪高铁营收293.05亿元人民币，利润总额为62.48亿元，净利润48.12亿元；
- 2022年京沪高铁营收193.36亿元人民币，利润总额为-10.45亿元，净利润-6.06亿元。

## 负面消息

### 投资飙升事件
在京沪高速铁路建设初期，存在轮轨和磁悬浮两个方案，最后轮轨方案胜出，很大程度在于预算只有约1300亿（不到1亿元/公里，现在中国一般城市地铁造价均已超过3亿元/公里），但在正式开工后，这个预算猛涨到2200亿，因此导致部分人士不满，认为当初的预算计算有误。

### 建设事故
- 2009年1月，京沪高铁6标段一座桥梁桩基施工时损坏上海轨道交通11号线隧道[46]。
- 2009年4月，京沪高铁6标段一个屯放淤泥的围坝发生溃坝，导致沿线上海嘉定区南翔镇新裕村的20多亩农田被淹，许多农作物受损[47]。
- 2009年5月，京沪高铁南京南站工地，一名工人坠入36米深井死亡。[48]
- 2009年5月，京沪高铁上海嘉定封浜工地自来水管爆裂，造成封浜地区停水。[49]
- 2009年5月，京沪高铁途径线路北京右安门铁道桥扩建施工时发生小面积坍塌，造成1名工人死亡。[50]
- 2009年5月，京沪高铁江苏镇江段，一辆载有4人的工作用车在行驶时从轨道上坠落，造成3死1伤。[51]
- 2009年8月，上海嘉定境内的京沪高铁工地6标段上，一台龙门塔吊突然倒塌，造成四死二伤。[52]
- 2009年9月，上海闵行境内的京沪高铁钢筋架发生坍塌事故，导致6名工人受伤。[53]
- 2009年10月，江苏徐州段贾汪区境内引龙河特大桥施工现场发生脚手架坍塌事故，造成5人死亡、1人轻伤。[54]

### 运营中出现的故障
- 2011年7月10日18时，京沪高铁G151次往上海方向列车在山东省境内发生停车断电事故，造成当天19趟列车晚点。[55]
- 2011年7月12日11时左右，京沪高铁安徽省境内“供电设备发生故障”，造成多趟列车停车和晚点。
- 2011年7月13日，由上海虹桥开往北京南的G114次列车，运行至常州北站突发故障，列车无法正常运行。经及时换车处置，未影响京沪高铁其他列车正常运行。但受故障影响，G114次列车预计17时到达北京南站，晚点2小时30分。
- 2012年7月24日，京沪高铁扬州线路所至南京南站间下行线设备故障，致使D365、G121、D315次等多趟上海方向的列车晚点。截至当日17时，晚点10分钟以上列车16趟，至17时30分左右，故障排除，京沪高铁全线恢复畅通。
- 2012年11月9日，因上海铁路局设备故障，21趟列车晚点。[56]
- 2016年11月28日9:30左右，济南市槐荫区美里湖街道范家庄村一厂房突然起火爆炸，铁皮房顶碎片四处飞溅，导致京沪高铁济南西至德州东区间发生供电设备故障，多趟高铁列车晚点或停运[57]。
- 2017年4月21日中午，受大风天气影响，京沪高铁廊坊至天津南区间因接触网挂异物，导致京沪高铁上行、下行部分列车晚点。下午1点37分，经过铁路部门对接触网所挂的异物进行清除后，列车运行秩序开始逐步恢复[58]。
- 2018年1月25日中午，因电气设备发生故障，由青岛开往杭州东的G281次列车于11时53分运行至定远站停车，2号车厢突然冒烟起火，至少烧掉车头和前两节车厢。事故没有人员伤亡，14:45分正式恢复运营。[59]
- 2018年8月12日23时04分，由杭州东开往北京南的G40次列车运行至京沪高铁廊坊至北京南区段间，受到大风刮起的彩钢板撞击发生故障，造成本列及后续列车晚点，至8月13日3时49分故障排除，列车恢复运行。在此次故障排除4小时后，京沪高铁再次发生故障。8月13日7时50分，北京南至廊坊间发生设备故障，导致多趟列车停运和晚点。当日10时，此次故障排除，列车运行秩序正在逐步恢复[60]。
- 2019年6月27日13时26分，因天津南站附近起火，为确保旅客列车安全，铁路部门对该区段设备进行检查，由此导致途经京沪高铁的列车晚点[61]。
- 2022年9月19日15时50分，沈阳动车段配属的CRH380BG-5687动车组担当G1251次大连至上海虹桥方向，运行京沪高铁滕州东站与枣庄站间，随车机械师接客运人员通知列车运行至隧道内00车运行方向右侧9A车窗玻璃脱落，司机操纵列车停于滕州东站与枣庄站间627Km+946m，16时17分开车，停车21分钟申请限速160Km/h运行至徐州东京沪场更换车辆，使用上海铁路局备用CRH380BL-3779动车组替换开行后续交路。
- 2023年8月19日，京沪高铁京津段所出现设备故障，部分上行列车晚点运行[62]。